# Meltem Cumbul
Meltem Cumbul (ur. 5 listopada 1969 w Akşehirze) – turecka aktorka i osobowość telewizyjna.

## Życiorys
Meltem Cumbul była aktorką Shakespeare Company w Londynie. Jako aktorka filmowa zadebiutowała na ekranie w 1994 roku rolą w filmie Bir Sonbahar Hikayesi. Później zagrała w kolejnych produkcjach, takich jak m.in.: Bay E (1995), Karışık Pizza (1998), Doğum Yeri Absürdistan (1999), Gönül Yarası (2005), Labirent (2011), Kadın İşi: Banka Soygunu (2014).
W 2000 roku otrzymała nagrodę za najlepszą rolę kobiecą (Nazan w filmie Duruşma) podczas 12. Festiwalu Filmowego w Ankarze. Trzy lata później zagrała w produkcji Abdülhamit Düşerken, która zapewniła jej zdobycie statuetki Golden Orange Prize na Festiwalu Filmowym w Antalyi.
W 2004 roku prowadziła w duecie z Korhanem Abayem 49. Konkurs Piosenki Eurowizji organizowany w Stambule.

## Filmografia

### Filmy
- 1994 – Bir sonbahar hikayesi jako ona sama
- 1995 – Bay E
- 1995 – Böcek
- 1997 – Usta beni öldürsene jako katja
- 1998 – Karışık Pizza jako Emel
- 1999 – Propaganda jako Filiz
- 1999 – Doğum yeri absürdistan jako Emine Dönmez
- 1999 – Duruşma jako Nazan
- 2001 – Maruf jako Cankız
- 2003 – Abdülhamit düşerken jako Nimet
- 2004 – Duvara karşı jako Selma
- 2005 – Gönül tarası jako Dünya
- 2008 – The Alphabet Killer jako Elisa Castillo
- 2008 – A Beautiful Life jako Antanas
- 2008 – Mevlana aşkı dansı
- 2009 – Her şeyin bittiği yerden
- 2011 – Tell me o khuda
- 2011 – Labirent jako Reyhan
- 2014 – Kadın İşi: Banka soygunu jako Gülay
- 2015 – Yaktın beni jako Leyla

### Seriale
- 1995 – Sahte dünyalar
- 1999-2001 – Yılan hikayesi jako Zeynep
- 2002 – Beşik kertmesi jako Tekgül i Elmas Mağden
- 2002 – Biz size aşık olduk
- 2003 – Gurbet kadını jako Elif
- 2008 – Aşk yakar jako Nazlı
- 2011 – Nuri jako Leyla
- 2013-14 – Wspaniałe stulecie - sułtanka Fatma, siostra sułtana Sulejmana